# Oravská Lesná
Oravská Lesná est un village, ainsi qu'une petite station de ski, situés dans la région de Žilina, dans le nord-ouest de la Slovaquie.

## Histoire
Première mention écrite du village en 1732.

## Démographie

### Évolution de la population
| Année:               | 1994. | 2004.   | 2014.   | 2024.   |
| -------------------- | ----- | ------- | ------- | ------- |
| Nombre de personnes: | 2944  | 3133    | 3322    | 3449    |
| Différence:          |       | +6,41 % | +6,03 % | +3,82 % |

| Année:               | 2023. | 2024.   |
| -------------------- | ----- | ------- |
| Nombre de personnes: | 3443  | 3449    |
| Différence:          |       | +0,17 % |

## Tourisme
Le domaine skiable de Orava Snow - Oravská Lesná est situé à proximité du village.